# Joseph Matenot
Joseph Matenotte (dit La Victoire ou Lavictoire), né à Delme dans les Trois-Évêchés, le 24 novembre 1750 et mort le 7 juin 1794 à Saint-Étienne-de-Baïgorry (Pyrénées-Atlantiques), est un général de brigade de la Révolution française.

## Biographie
Il entre en service dans le régiment du Dauphin le 2 décembre 1770 où il prend le surnom de La Victoire, et obtient son congé le 22 septembre 1777. 
Le 15 octobre 1777 , il épouse Jeanne Fonrouge et s'établit à Uhart-Cize dans la maison Chimalenia où il exerce le métier de maître tailleur. Ils ont huit enfants. 
Le 3 août 1789, quelques jours après le début de la Révolution, il entre dans la garde nationale de Saint-Jean-Pied-de-Port, dont il devient adjudant-major, puis lieutenant-colonel.
Le 2 avril 1793, il quitte ses fonctions, pour prendre le commandement d'une compagnie franche, et le 30 décembre 1793, il est nommé chef du 1er bataillon de chasseurs basques.
Le 14 avril 1794 il est promu général de brigade par le conseil exécutif.
Il est mortellement blessé d'une balle au ventre au combat de Berdaritz dans la vallée de Baztan, près des Aldudes le 3 juin 1794. 
Il meurt à Saint-Étienne-de-Baïgorry le 7 juin 1794.